# System Service Descriptor Table
Der System Service Descriptor Table, kurz SSDT ist eine interne Abruftabelle im Windows-Betriebssystem.
Das SSDT-Hooking wird oft in Rootkits und Antivirenprogrammen verwendet.
Bereits im Jahr 2010 wurde gezeigt, dass viele auf SSDT-Hooking basierende Sicherheitssoftwares anfällig für sog. race conditions ist.